# Ermak Timofeïévitch
Ne doit pas être confondu avec Yarmouk.
Pour les articles homonymes, voir Iermak.
Ermak Timofeïévitch (en russe : Ермак Тимофеевич) est un explorateur ayant permis à Ivan le Terrible de commencer la conquête de la Sibérie occidentale, faisant reculer la frontière de la Russie de l'Oural à l'Irtych ; il est né entre 1532 et 1542 et décédé en 1585.

## Des origines incertaines
Son grand-père, Afanassi Alemine, a fui dans le dénuement la ville de Souzdal pour se réfugier dans les forêts de la Volga supérieure, où il est devenu brigand. Son père, Timofeï, entreprend la même carrière et Vassili suit ses traces en prenant le nom de Ermak.
Selon les recherches de l'archéologue et ethnologue spécialiste de la Sibérie, Alexey Pavlovich Okladnikov, Ermak est bien originaire du nord de la Russie. Cet expert affirme que Ermak est un ataman, c'est-à-dire un chef cosaque, « originaire de la Dvina (mer Blanche) de Borku ».
En 1570, les soldats du tsar purgent les rives de la Volga de ses voleurs, car leurs pillages nuisent à l'économie de la région. Contraint de fuir, Ermak remonte au nord, dans la région de Perm, où il se met au service des Stroganov.
Cette famille, qui a bâti sa fortune sur le commerce du sel et des fourrures, est à la tête du plus puissant empire commercial de Russie et c'est elle qui alimente justement Moscou en sel et en fourrures. Ivan IV avait autorisé les Stroganov à cultiver les terres vierges de l'est, à aménager des établissements et à lever une armée privée qui pourrait les protéger. En 1572, le même Ivan leur propose d'engager des Cosaques chargés de les défendre contre les incursions des Tatars de Sibérie. C'est dans ce contexte qu'Ermak est engagé pour participer à la garde de la frontière orientale, à la limite ouest de l'Oural.

## Ermak en Sibérie

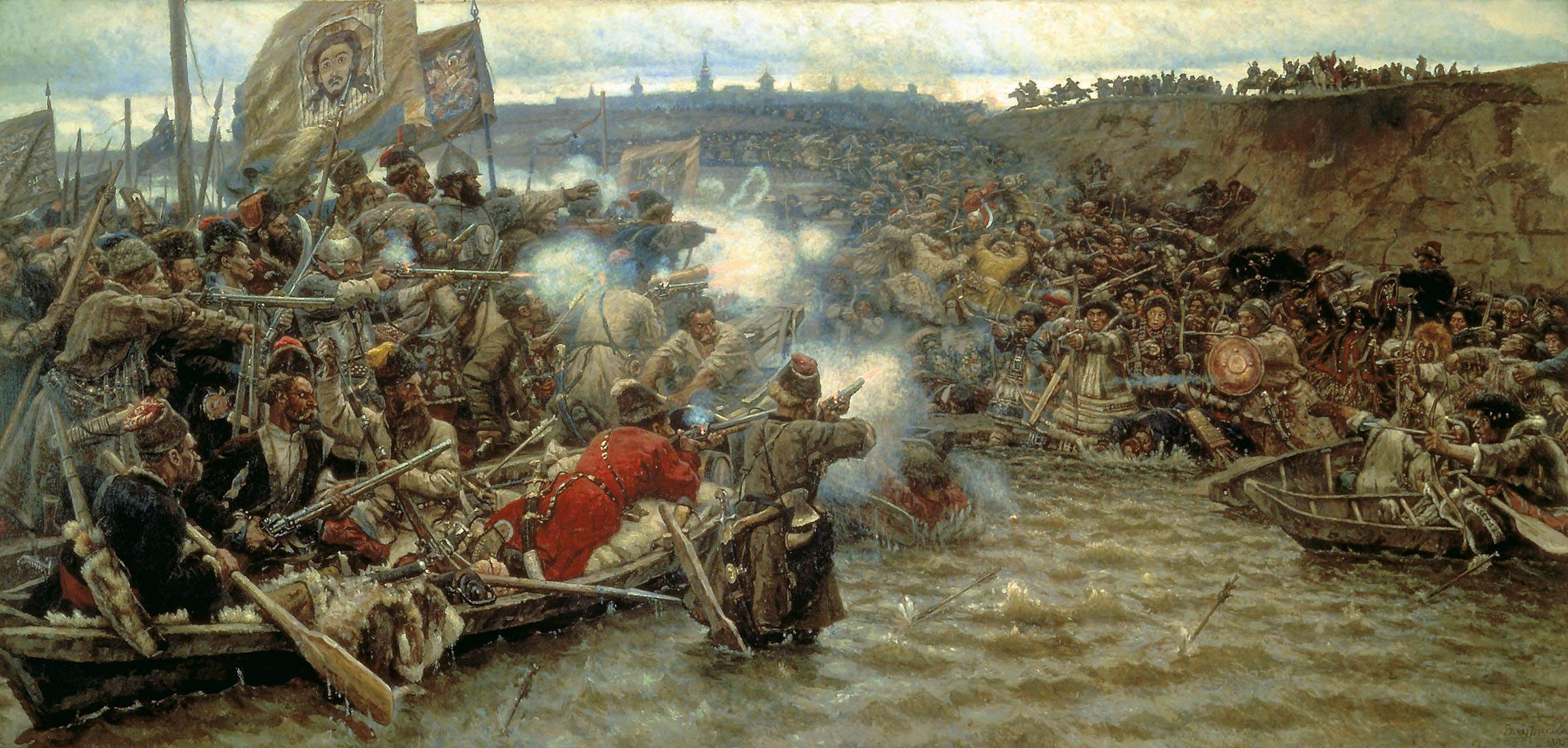
Conquête de la Sibérie par Ermak, toile de Vassili Sourikov

En 1575, les Stroganov sollicitent du tsar la permission d'envoyer des expéditions punitives en Sibérie occidentale afin de prévenir les attaques tatares. Ivan leur accorde l'autorisation de guerroyer contre les tribus orientales, en général, et contre le khan chaybanide Koutchoum, khan de Sibérie, en particulier. C'est à Ermak, reconnu pour son courage et son esprit de décision, que les Stroganov confient la tête de l'expédition. Celui-ci organise son voyage avec soin. Entre 1577 et 1580, il unifie les bandes cosaques qu'il a embauchées et qui finissent par le reconnaître comme chef unique et incontesté. Le 1er septembre 1581, Ermak quitte Perm avec 640 Cosaques et 200 hommes que lui ont confiés les Stroganov. Ils sont armés d'arquebuses, de piques, de sabres et de poignards. Il s'agit d'une véritable armée miniature, et Ermak est secondé par cinq atamans, des bandits notoires qui ont fui la justice du tsar.

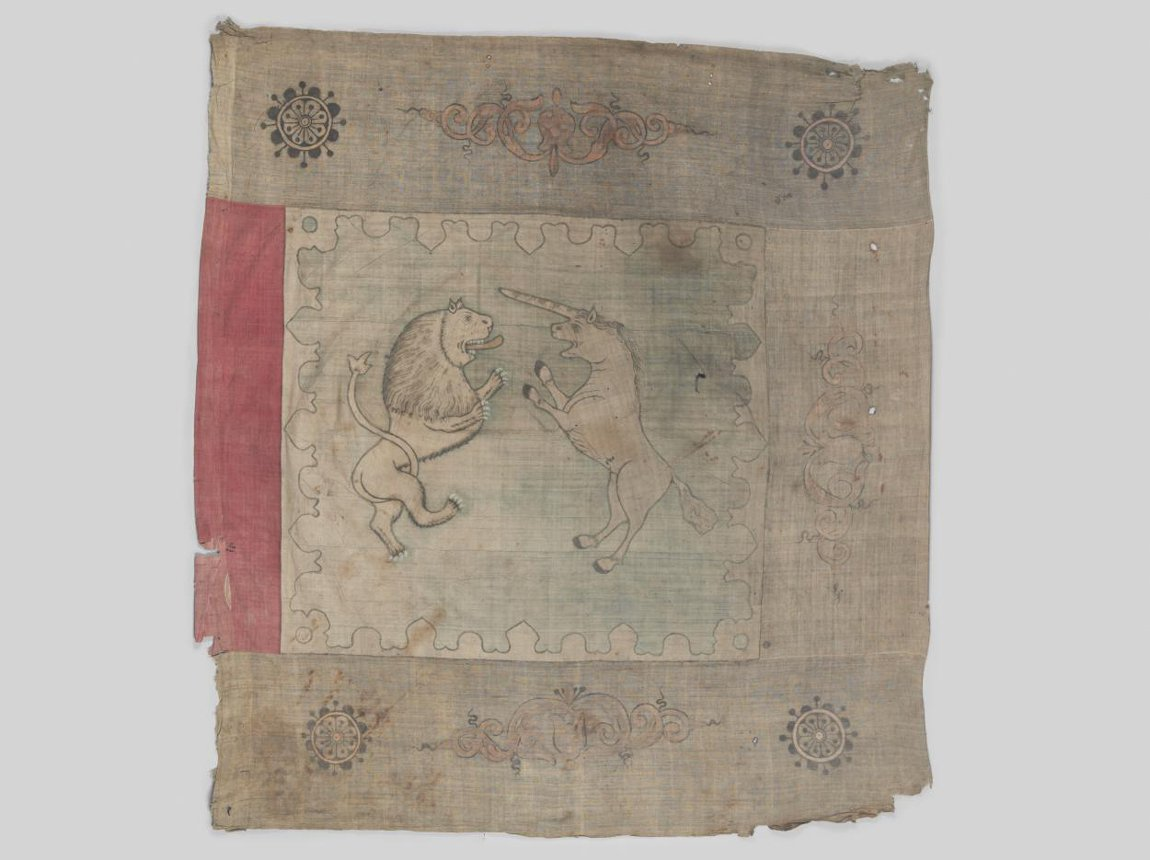
Bannière brandie dès 1581 par les Cosaques de Yermak durant la conquête de la Sibérie. Le lion, symbole de courage, affronte la licorne, traditionnellement associée aux pays de forêts profondes.

Par la Kama et ses affluents, Ermak et ses hommes s'enfoncent dans les monts Oural. C'est aux environs de la Toura qu'ils atteignent les frontières de la Sibérie occidentale. Ils repoussent facilement une première attaque tatare et passent l'hiver à Yepancha, près de l'actuelle ville de Tioumen.
À l'été 1582, Ermak et ses Cosaques descendent la Toura et la Tobol puis, à l'automne, s'emparent de Sibir, capitale du khanat de Sibérie, que Koutchoum est obligé de fuir. Sibir est située sur l'actuel emplacement de Tobolsk, au confluent de la Tobol, de l'Ob et de l'Irtych. C'est là qu'il passe l'hiver. Plusieurs tribus régionales, dont les Khantys (Ostiaks), préfèrent lui payer tribut plutôt qu'au khan.
L'hiver est dur pour la troupe cosaque et les attaques tatares se font de plus en plus persistantes. Ermak envoie l'ataman Ivan Koltso (ru) vers l'ouest pour demander de l'aide. À Perm, les Stroganov préfèrent le diriger vers Moscou où il est reçu par le tsar. D'abord sceptique, Ivan IV est étonnamment surpris des richesses rapportées de Sibérie. Il commande à Koltso de retourner à Sibir en promettant aide et assistance. Ermak parvient ainsi à repousser les troupes de Koutchoum.
À l'été 1583, il organise une nouvelle expédition le long de l'Irtych afin d'y soumettre d'autres tribus. Il progresse également le long de l'Ob. À la fin de l'année, sa domination s'étend à 400 kilomètres au nord de Sibir.

## La mort d'Ermak
Au printemps 1584, une insurrection générale des tribus sibériennes éclate, menée par un de leurs chefs nommé Karatcha. Ivan Koltso et 40 Cosaques tombent dans une embuscade et sont égorgés. Karatcha est finalement vaincu par Ermak, mais il ne reste plus à celui-ci que 150 hommes pour maintenir l'ordre.
En août 1585, Koutchoum, qui veut se venger de ses défaites passées, fait répandre le bruit qu'une caravane de Boukhara a atteint l'Irtych. Ermak, dont l'une des missions est de protéger les routes commerciales de Sibérie, emmène avec lui 50 Cosaques et remonte la rivière afin de servir d'escorte aux marchands. Comme il ne trouve rien, il décide de les attendre et fait construire un camp sur une île de l'Irtych. Koutchoum et ses hommes en profitent pour l'encercler et l'attaquer. Ermak tente de fuir en traversant le fleuve, mais se noie.
Par la suite, Koutchoum réussit à reprendre Sibir, mais pour peu de temps. En 1586, ce sont les soldats du tsar qui pénètrent en Sibérie et qui entreprennent la conquête de la région. La même année, ils fondent Tioumen et, l'année suivante, reconquièrent Sibir qui devient Tobolsk. Koutchoum doit fuir. C'est la fin définitive du khanat de Sibérie.
Pour les Russes, Ermak est devenu une légende, le symbole du nouveau pouvoir occidental sur les Sibériens. Il est l'explorateur et le conquérant ayant ouvert la voie vers l'Est.
Le premier brise-glace au monde, en 1899, est baptisé l' Ermak en son honneur et sera démantelé en 1963.

## Ermak dans la culture populaire

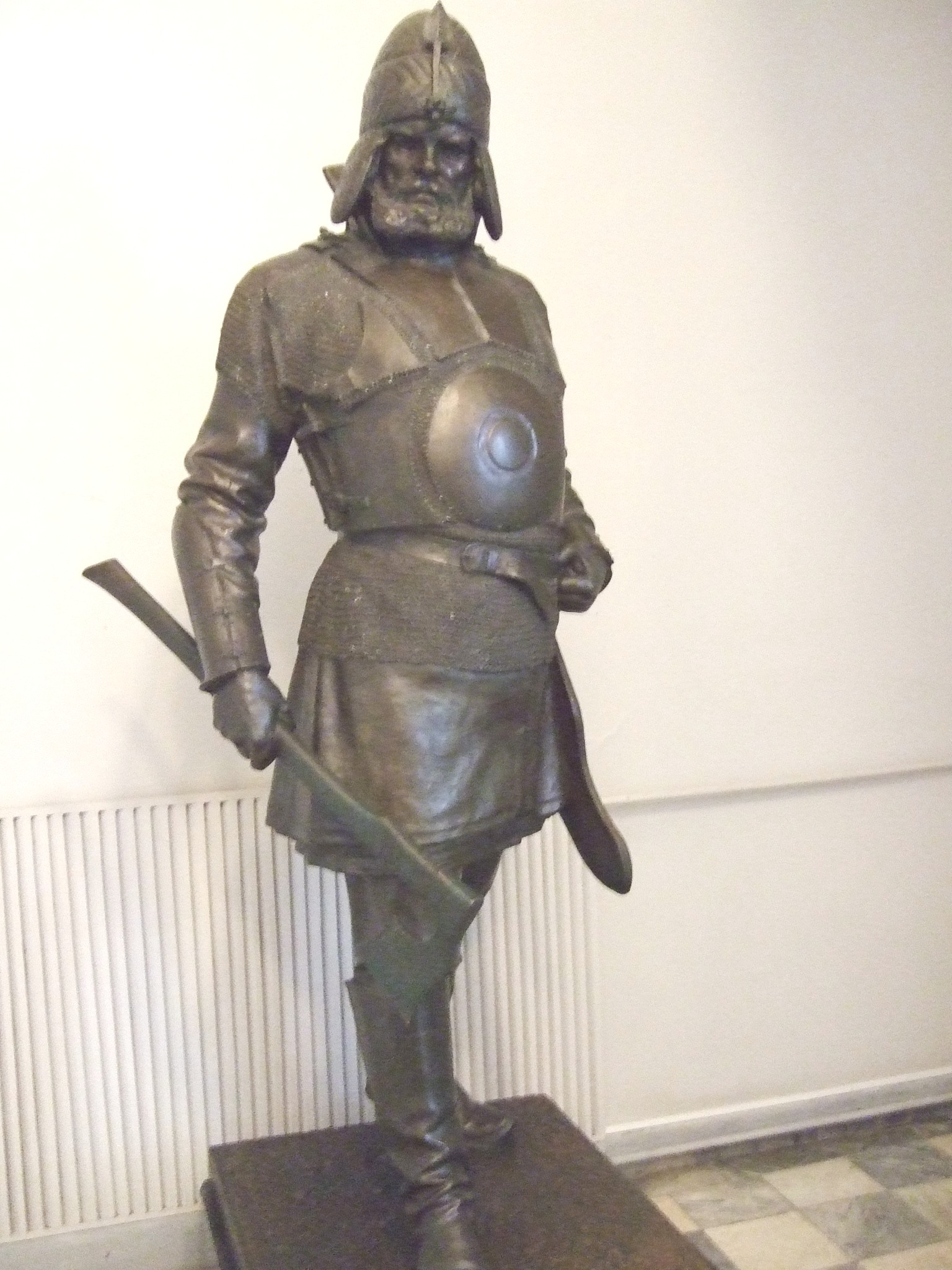
sculpteur Mark Antokolski
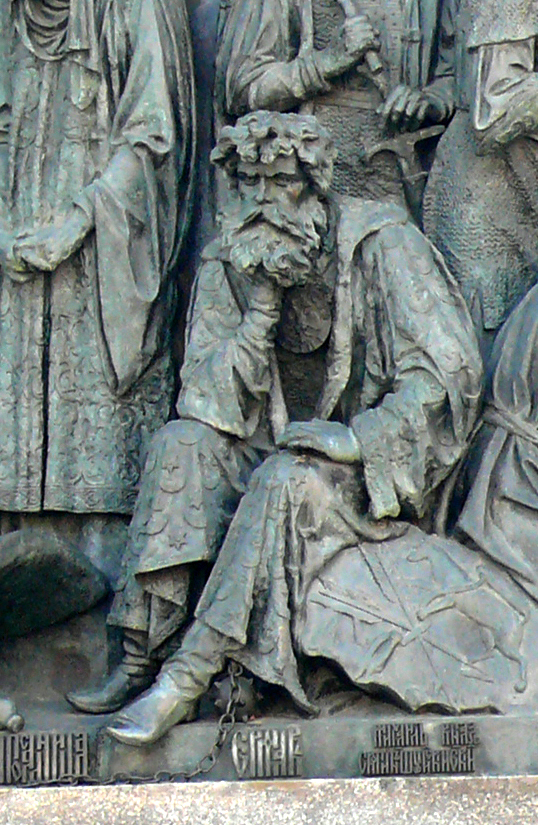
Ermak, au Millenium de la Russie (1862), Veliky Novgorod
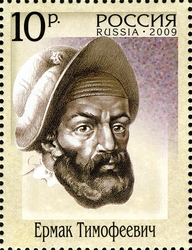
Timbre postal, 2009

- Yermak et la conquête de la Sibérie (1872), nouvelle de Léon Tolstoï (1862 pour les enfants)
- Ermak est le héros du titre éponyme du chanteur Igor Rasteriaev.
- Monument à Ermak à Novotcherkassk
- Ermak et son aventure sont le titre et sujet d'une chanson du chanteur Radio Tapok sortie en juillet 2023[4].
- Yermak est le personnage principal d'une bataille historique dans Age of Empires III : Definitive Edition (2020), centrée sur le Cap Tchouvache.
- Yermak est référencé dans la bande dessinée Bastos et Zakousky de François Corteggiani et Pierre Tranchand